# محمدعلی محمدیان (کرمانشاه)
محمدعلی محمدیان (۱۲۹۵ در کرمانشاه - ۳۰ مهر ۱۳۸۳ در تهران) روزنامه‌نگار، معلم، مدیر، و کنشگر اجتماعی اهل ایران بود. وی به سبب نقشی که در تأسیس خدمات عام‌المنفعه در زادگاه خود شهر کرمانشاه داشته، شهرت بسیاری دارد.

## زندگی
محمدعلی محمدیان در سال ۱۲۹۵ در کوچهٔ معین‌الکتاب در محلهٔ چنانی شهر کرمانشاه به دنیا آمد. در سال ۱۳۰۳ به مکتبخانه رفت و تحصیلات عمومی خود را در شهر کرمانشاه تا مقطع دیپلم در دبیرستان شاهپور به پایان برد. محمدیان در سال ۱۳۱۵ به تهران رفت و در رشتهٔ مهندسی معدن در دانشکدهٔ فنی دانشگاه تهران به تحصیل پرداخت و در سال ۱۳۱۹ از آن دانشگاه فارغ‌التحصیل شد. در آن دوران معادن ایران به کلی تعطیل بودند و محمدیان امکان اشتغال در زمینهٔ تخصصی خود را نداشت. او پس از اتمام تحصیلاتش به زادگاه خود کرمانشاه بازگشت و در آنجا ساکن شد؛ و چند سال بعد در سال ۱۳۲۵ روزنامهٔ آریا را در این شهر تأسیس کرد.

### فعالیت روزنامه‌نگاری
نخستین شمارهٔ روزنامهٔ آریا به مدیر مسئولی محمدعلی محمدیان در تاریخ چهارشنبه ۹ بهمن ۱۳۲۵ در کرمانشاه منتشر شد. این روزنامه مشی خود را علمی-اجتماعی-اقتصادی معرفی کرده‌بود و به پیگیری مطالبات مردم شهر کرمانشاه به ویژه در رابطه با توسعه و خدمات اجتماعی و رفاهی می‌پرداخت. روزنامهٔ آریا مرام خود را نشان دادن بهترین روش برای بالا بردن سطح ثروت عمومی، توسعهٔ بهداشت و فرهنگ، و آبادی شهرستان‌های غرب [ایران] اعلام می‌کرد. با پیگیری‌های محمدعلی محمدیان و روزنامهٔ آریا بود که بسیاری از نهادهای خدماتی در شهر کرمانشاه تأسیس و خدمات رفاهی به مردم این شهر ارائه شد. این روزنامه روابط نزدیکی با سیاستمدارانی مانند احمد ابراهیمی زنگنه داشت و در انتخابات مجلس پانزدهم از ابراهیمی زنگنه، کریم سنجابی و غلامرضا رشیدیاسمی حمایت می‌کرد.
پس از تعطیلی روزنامهٔ آریا در سال ۱۳۲۷ که به دلیل تصویب لایحه‌ای صورت گرفت که کارمندان دولت را از انتشار روزنامه منع می‌کرد، محمدعلی محمدیان صرفاً به فعالیت‌های فرهنگی پرداخت و پس از مدتی در روزنامهٔ دیگری به نام مهرداد در کرمانشاه فعالیت روزنامه‌نگاری خود را ادامه داد.

### خدمات رفاهی
- سیستم لوله‌کشی آب کرمانشاه (که قبل از تهران تکمیل شد)
- هنرستان صنعتی کرمانشاه در کرمانشاه
- راه‌اندازی اتوبوسرانی شهری در کرمانشاه

## لوله‌کشی آب کرمانشاه
محمدعلی محمدیان در روزنامهٔ آریا شهر کرمانشاه را در سال ۱۳۲۶ شهری کثیف، خرابه، با آب آشامیدنی مخلوط با فاضلاب توصیف کرده‌است. او ضمن مطرح کردن ضرورت لوله‌کشی آب در کرمانشاه در زمانی که در تمام ایران تنها شهر شیراز بود که با تلاش محمد نمازی از لوله‌کشی آب برخوردار بود و حتی پایتخت نیز فاقد آب لوله‌کشی بود، برای پیگیری این مسئله نزد احمد ابراهیمی زنگنه می‌رود که در آن زمان مدیریت سازمان برنامه و بودجهٔ کل کشور را بر عهده داشت. ابراهیمی زنگنه به محمدیان می‌گوید چنین چیزی دور از انتظار است، چرا که تنها شیراز آب لوله‌کشی دارد و «اگر چنین چیزی بگویم چشمم را درمی‌آورند». با این حال زنگنه از محمدیان می‌خواهد که مسئله را از طریق نمایندگان کرمانشاه در مجلس پیگیری کند. متعاقباً عباس قبادیان کلهر نمایندهٔ کرمانشاه نیز که عضو فراکسیون نظام در مجلس بود از این اقدام حمایت می‌کند و نهایتاً با پیگیری و تلاش محمدعلی محمدیان، و حمایت ابراهیمی زنگنه و عباس قبادیان کلهر کرمانشاه به عنوان دومین شهر ایران -پس از شیراز- و قبل از آنکه حتی پایتخت به آب آشامیدنی لوله‌کشی دسترسی داشته‌باشد، در سال ۱۳۳۳ از لوله‌کشی آب بهره‌مند می‌شود.

## تأسیس اتوبوسرانی کرمانشاه
پیشنهاد تأسیس خطوط اتوبوسرانی در کرمانشاه در شمارهٔ مؤرخهٔ ۴ مرداد ۱۳۲۶ روزنامهٔ آریا مطرح شد. تا آن زمان از درشکه برای حمل و نقل عمومی در کرمانشاه استفاده می‌شد. محمدیان در مطلبی درشکه را وسیله‌ای منسوخ دانسته و ضمن تقاضا برای تشکیل سازمان اتوبوسرانی در کرمانشاه، پیشنهاد کرده‌بود که به منظور جلوگیری از ضرر و زیان رانندگان درشکه‌ها، شرکتی با سهام کوچک تأسیس شده و اولویت خرید را نیز به درشکه‌چی‌ها اختصاص بدهد. در همین شماره به برگزاری جشن برقراری خطوط اتوبوسرانی نیز اشاره شده و درخواست شده که متناسب با حمل و نقل جدید، خیابان‌های شهر نیز آسفالت شود.

## تأسیس هنرستان
محمدعلی محمدیان در دههٔ ۱۳۳۰ مدیریت دبیرستان شاهپور کرمانشاه را بر عهده داشت. در سال ۱۳۳۹ پیشنهاد ساخت یک هنرستان صنعتی در غرب کشور مطرح شده و به تصویب رسیده‌بود. مقامات آموزش و پرورش پایتخت اجازهٔ ساخت این هنرستان را در شهر کرمانشاه نمی‌داده و قصد داشتند آن را در همدان راه‌اندازی کنند. با این حال محمدعلی محمدیان بر تأسیس هنرستان صنعتی در کرمانشاه اصرار می‌ورزد و پس از آنکه مدام با مخالفت‌های مقامات دولتی در تهران مواجه می‌شود، به جلب حمایت مردم کرمانشاه و دانش‌آموزان با خود پرداخته و وقف ملک شخصی خود و به همراه ۲۳ نفر از فرزندان کارگران شرکت نفت کرمانشاه، هنرستان را به راه می‌اندازد. به دلیل عدم حمایت دولت، محمدیان به کمک فرزندان کارگران شرکت نفت از آهن‌پاره‌های شرکت نفت وسایلی برای مدرسه می‌سازند تا امکان فعالیت هنرستان فراهم بیاید.
این هنرستان در نهایت در سال ۱۳۳۹ با نام هنرستان صنعتی کرمانشاه فعالیت خود را آغاز می‌کند و مدیریت آن را نیز خود محمدعلی محمدیان خود برعهده می‌گیرد. در دهه‌های بعد، به‌تدریج بخش‌هایی از محوطهٔ هنرستان با عنوان دبیرستان فاطمی و منازل سازمانی از آن جدا گردیدند. پس از انقلاب و در سال ۱۳۶۸ هنرستان صنعتی به دو هنرستان مجزا تقسیم شد، که یکی از این دو هنرستان، هنرستان فنی شهید بهشتی نام گرفت و دیگری به یاد محمدیان مجتمع فنی و حرفه‌ای پسران کرمانشاه (زنده‌یاد مهندس محمدعلی محمدیان) نامیده شد.و همچنین بخشهایی از زمین های هنرستان اختصاص به بخش اداری مرکز اموزش و پرورش ناحیه سه، تالار شهیدبهشتی، دانشگاه تربیت معلم، و کتابخانه مجزا گردید.

## بزرگداشت
در اسفند ۱۳۴۹ وزارت آموزش و پرورش به محمدعلی محمدیان نشان درجه دو فرهنگ اهدا کرد. 
به منظور بزرگداشت محمدعلی محمدیان، یکی از دو هنرستانی که پس از تقسیم هنرستان صنعتی کرمانشاه شکل گرفت به نام او مجتمع فنی و حرفه‌ای پسران کرمانشاه (زنده‌یاد مهندس محمدعلی محمدیان) نام‌گذاری شده‌است. همچنین در مهر ۱۳۸۴ مجسمهٔ نیم‌تنه‌ای از او در محوطهٔ این هنرستان با حضور دختر ایشان برپا شده‌است.که طبق نقل قول دختر ایشان زنده یاد مهندس محمدیان چنان به رشد و یادگیری دانش اموزان اهمیت میداد که در روز های برفی که امکان عبور و مرور نبوده با کامیون متعلق به هنرستان خود ایشان شخصا دانش اموزان را از روستا های اطراف و مرکز شهر به هنرستان منتقل میکرده است 